# Robert Soloway
Robert Alan Soloway, né en 1980 dans l'État de Washington, est le fondateur de SPAMIS (Strategic Partnership Against Microsoft Illegal Spam, Association Stratégique Contre le Spam Illégal de Microsoft).
C'est en réalité un des plus grands spammeurs de l'Internet, œuvrant par l'entremise de sa compagnie, la Newport Internet Marketing Corporation.
Soloway, alias « Spam King » (le roi du spam), aurait envoyé plus de 10 millions de spams faisant la promotion de sa société entre novembre 2003 et janvier 2007 tout en utilisant des techniques répréhensibles pour échapper aux poursuites judiciaires et aux mesures anti-spams.

## Les techniques employées
Robert Soloway, alias "Spam King" (le roi du spam), est accusé d'avoir usurpé de nombreuses adresses e-mail et des noms de domaine, afin que ses spams ne soient pas bloqués par les filtres anti-spam. Il est également soupçonné d'avoir directement vendu des logiciels permettant de procéder à un envoi massif de courriers électroniques. Il œuvrait via des réseaux d’ordinateurs infectés (machine zombie). Soloway commutait fréquemment les adresses de ses sites Web pour éviter la détection. En 2006 il les a enregistrés par l'intermédiaire de fournisseurs d'accès chinois pour masquer sa participation à des campagnes de spams, tout en échappant à des poursuites pénales.

## Premières Condamnations civiles
Quelques e-mails envoyés par la compagnie de Soloway contenaient de fausses informations, les faisant apparaître comme envoyés par des adresses MSN ou Hotmail. Cette usurpation lui a valu d'être poursuivi par Microsoft en 2003, ce qui a abouti à sa condamnation à une amende civile de 7 millions de dollars. En 2005, un fournisseur d'accès internet de l'Oklahoma obtenait également 10 millions de dollars pour des faits similaires.

## Poursuites des activités
Après ces condamnations, Soloway a poursuivi ses activités et sa compagnie a organisé une grande campagne de spams, de juin 2004 à avril 2005, usurpant les sites web broadcastingtoday.biz et broadcastadvertise.org, toujours suspendus depuis.
Soloway a toujours déclaré que sa compagnie n'enfreignait aucune loi, pas même la loi anti-spam américaine (Can-Spam Act).
Soloway prétextait que ses services étaient gratuits pour les organisations humanitaires à but non lucratif, comme celles aidant les sans-abri, les victimes de la pédophilie, les personnes des pays du Tiers-Monde ou les victimes du Tsunami de 2004.
De fait Soloway proposait à ses clients potentiels d'envoyer un e-mail présentant leur site Web à 2 500 000 adresses opt-in et il était porté mention uniquement de la gratuité pour les organisations non lucratives venant en aide aux enfants abusés:

..we email your web site to 2,500,000 opt-in email addresses for free...

Please note that the above emailing is only free if you are a
non-profit organization that aids child abuse victims. 

Il proposait par la suite ses services aux sociétés commerciales au tarif de 295 $ dollars, soit 220 euros environ, pour l'émission de 15 millions de courriers.
Considéré comme un des 135 spammeurs responsable de 80 % du trafic mondial, Soloway a été placé sur la liste des 10 spammeurs les plus actifs par SpamHaus, un spécialiste de la lutte contre le spam, avant d'être devancé par d'autres spammeurs émergeant des pays de l'est et d'Asie.
Le 23 janvier 2007, un hébergeur de la ville de Portland, dans l'Oregon, a reçu une plainte : un de leurs clients avait découvert que son site (www.webpositionexpert.com) avait été copié, et reproduit à l'identique sous un autre nom de domaine. Le responsable serait encore une fois Soloway, qui l'aurait détourné à ses fins.
Soloway opérait à Seattle avec une société nommée Broadcast Email Service. Cette compagnie de publicité offrait à ses adhérents un programme qui leur permettait d'envoyer plus de 100 000 000 d'emails non sollicité en bloc. Les en-têtes étaient falsifiées, l'expéditeur étant maquillé grâce aux machines-zombies utilisées et les adresses de retour apparaissant avec les noms de véritables utilisateurs pour tromper le destinataire du spam.
De plus, les formulaires de contact inclus dans ses sites web renvoyaient à des adresses inexistantes, ce qui pouvait être vérifié en examinant le code source.

## Arrestation et condamnation
"Spam King" a été arrêté le 30 mai 2007, après avoir été mis en cause par un grand jury fédéral sous 35 chefs d'accusation différents comprenant la fraude au courrier, la fraude au téléphone, la fraude de courriel, l'usurpation aggravée d'identité et le blanchiment d'argent.
Il est également inculpé d'avoir fait la promotion de sa compagnie, Newport Internet Marketing, qui offrait des services et des logiciels de diffusion massive de courriels.
Les parties civiles entendent saisir les quelque 773 000 dollars, soit près de 573 000 euros, que Soloway aurait gagné avec sa société à titre conservatoire. Le chiffrage final pourrait s'élever à plusieurs dizaines de millions de dollars.
Soloway encourt également une amende de 250 000 dollars, soit environ 185 000 euros, et une peine de prison de 65 ans.
D'autres poursuites pourraient être lancées. C'est la première fois qu'une loi fédérale américaine contre le vol d’identité est utilisée aux États-Unis pour poursuivre un spammeur, accusé de détournement de site web.
Soloway a finalement plaidé coupable le 14 mars 2008, risquant 27 ans de prison pour les trois infractions qu'il a reconnu le parquet renonçant aux 37 autres charges retenues par un jury préliminaire.
Le 22 juillet 2008, il est condamné à trois ans et onze mois de prison alors que l'accusation avait requis 9 ans de prison ferme, deux jours après l'évasion d'un autre spammer Eddie Davidson également surnommé "spam king".
Il a également été condamné à des amendes civiles et pénales pour un montant supérieur à 700 000 dollars.
Millionnaire peu scrupuleux à l'âge de 18 ans et aujourd'hui totalement ruiné, Soloway apparait en définitive comme un piètre criminel amateur et inconscient dont la peine n'a pas encore été mise à exécution à ce jour.

## Conséquences
IronPort, société spécialisée dans la sécurité du courrier électronique a indiqué qu'il n'y a eu aucune baisse notable dans le volume de spams, avec 70 milliards de messages pour une période de 24 heures, inchangée depuis l'arrestation de Soloway. Le Spam s'est même globalement amplifié sur une période d'un an passant d'environ 36 milliards de messages par jour au mois de mai 2006 à près du double un an plus tard. Anne Mitchell, qui dirige l'institut "anti-spam consultancy Institute for Spam and Internet Public Policy", estime que si un utilisateur individuel figurant sur les listes de "Spam King" pourrait constater une baisse significative des spams collectés, l'impact collectif resterait négligeable, au regard du nombre grandissant des spammeurs de ce type.

## Anecdotes
- Des campagnes de sensibilisation et de dénigrement ont été lancées via des sites comme solowaysucks.net, mais ces sites ne sont plus entretenus et sont maintenant cybersquattés.
- Soloway se présente sur ses sites WEB comme le fondateur de NPR, classé no 1 des émetteurs de courrier électronique par Wikipedia.
- Il a détourné pour ses sites plusieurs logos, comme celui de GeoTrust.